# Борис Аркадиев
Борис Аркадиев е бивш съветски футболист и треньор. Легендарен наставник на ЦДКА Москва, петкратен шампион и трикратен носител на купата на СССР с тима на „армейците“. Известен е още като треньор на московските Динамо и Локомотив, както и на олимпийския национален отбор на СССР. Неговият брат, Виталий, е известен състезател и треньор по фехтовка.
Заради иновативните си тактики и решения е наречен Патриарха на съветския футбол.

## Кариера
Като юноша се занимава с няколко вида спорт – лека атлетика, гимнастика, фехтовка. През 1914 г. започва да играе футбол в тима на Унитас (Петроград). След революцията се премества в Москва, където е преподавател по фехтовка във Военната академия и паралелно с това играе футбол в градския шампионат. Аркадиев защитава цветовете на отборите на Рускабел, Сахарники, РКимА и Металург. За Металург (Москва) играе 5 сезона, като записва и 2 мача в първия Шампионат на СССР по футбол през пролетта на 1936 г.
След края на игровата си кариера, Аркадиев става треньор на тима на Металург. Макар и без звездни футболисти в тима. През сезон 1937 г. отборът завършва на 5-о място, а на следващата година се бори за шампионската титла почти до края на шампионата, но остава на 3-та позиция от 26 участника. При такова постижение със скромния заводски отбор, треньорът получава предложение да поеме Динамо (Москва).
Под негово ръководство Динамо печели титлата на СССР, благодарение на тактическите решения на Аркадиев. Схемата „W“ с петима постоянно сменящи позициите си нападатели увеличава ефективността на атаките и тимът записва престижни победи над Динамо Киев (8:5 и 7:0), ЦДКА Москва (2:1) и Спартак Москва (5:1). В началото на следващия сезон Динамо е начело в таблицата, преди избухването на Втората световна война да прекрати първенството.
През 1944 г. Аркадиев заменя Евгений Никишин начело на ЦДКА Москва. Под негово ръководство се изгражда така наречения „Отбор на лейтенантите“. Аркадиев реогранизира нападателната петица, играейки с двама централни нападатели – Всеволод Бобров и Григорий Федотов. В сезон 1945 г. ЦДКА завършва на второ място в шампионата, оставайки само на точка зад Динамо. На следващата година обаче армейците печелят титлата на съюза. За 7 сезона начело на ЦДКА Аркадиев става петкратен шампион и трикратен носител на националната купа. В отбора блесват имена като вратаря Владимир Никаноров, защитниците Юрий Нирков и Анатолий Башашкин, нападателите Алексей Гринин и Владимир Дьомин. През 1952 г. Аркадиев поема олимпийския национален отбор на СССР. На Олимпиадата обаче „Червената армия“ отпада от Югославия, което не е добре възприето от съветската власт. Тъй като основата на тима е изградена от играчи на ЦДКА, отборът е разформирован.
От 1953 до 1957 г. Аркадиев е начело на Локомотив (Москва). Тимът е предимно в средата на таблицата по това време, остъпвайки на останалите московски отбори и Динамо (Киев). Най-доброто класиране на Локомотив с Аркадиев начело е през 1957 г., когато „железничарите“ заемат 4-то място. Същата година те печелят за втори път в историята си Купата на СССР. През 1958 г. Аркадиев отново поема московските армейци, вече под името ЦСК МО. Мнозина от „Отбора на лейтенантите“ обаче са завършили кариерите си и отборът е далеч от най-силните си години.
През 1961 г. е начело на Нефтяник (Баку), но след като азерите изпадат, се завръща в Локомотив (Москва). Аркадиев изпада в Клас Б и с Локомотив, но успява да върне отбора в елита през 1964 г. След това за кратко тренира Пахтакор и Шинник.

## Успехи

### Като футболист
- Шампион на Москва – 1932, 1933

### Като треньор
- Шампион на СССР – 1940, 1946, 1947, 1948, 1950, 1951
- Купа на СССР – 1945, 1948, 1951, 1957